# 111594 Ráktanya
111594 Ráktanya è un asteroide della fascia principale. Scoperto nel 2002, presenta un'orbita caratterizzata da un semiasse maggiore pari a 2,3685383 UA e da un'eccentricità di 0,1375948, inclinata di 2,41014° rispetto all'eclittica.